# Dihelus rufipleuris
Dihelus rufipleuris är en stekelart som beskrevs av Henry Keith Townes, Jr. 1970. Dihelus rufipleuris ingår i släktet Dihelus och familjen brokparasitsteklar. Inga underarter finns listade i Catalogue of Life.